# Liste der Beiträge für den besten fremdsprachigen Film für die Oscarverleihung 2015

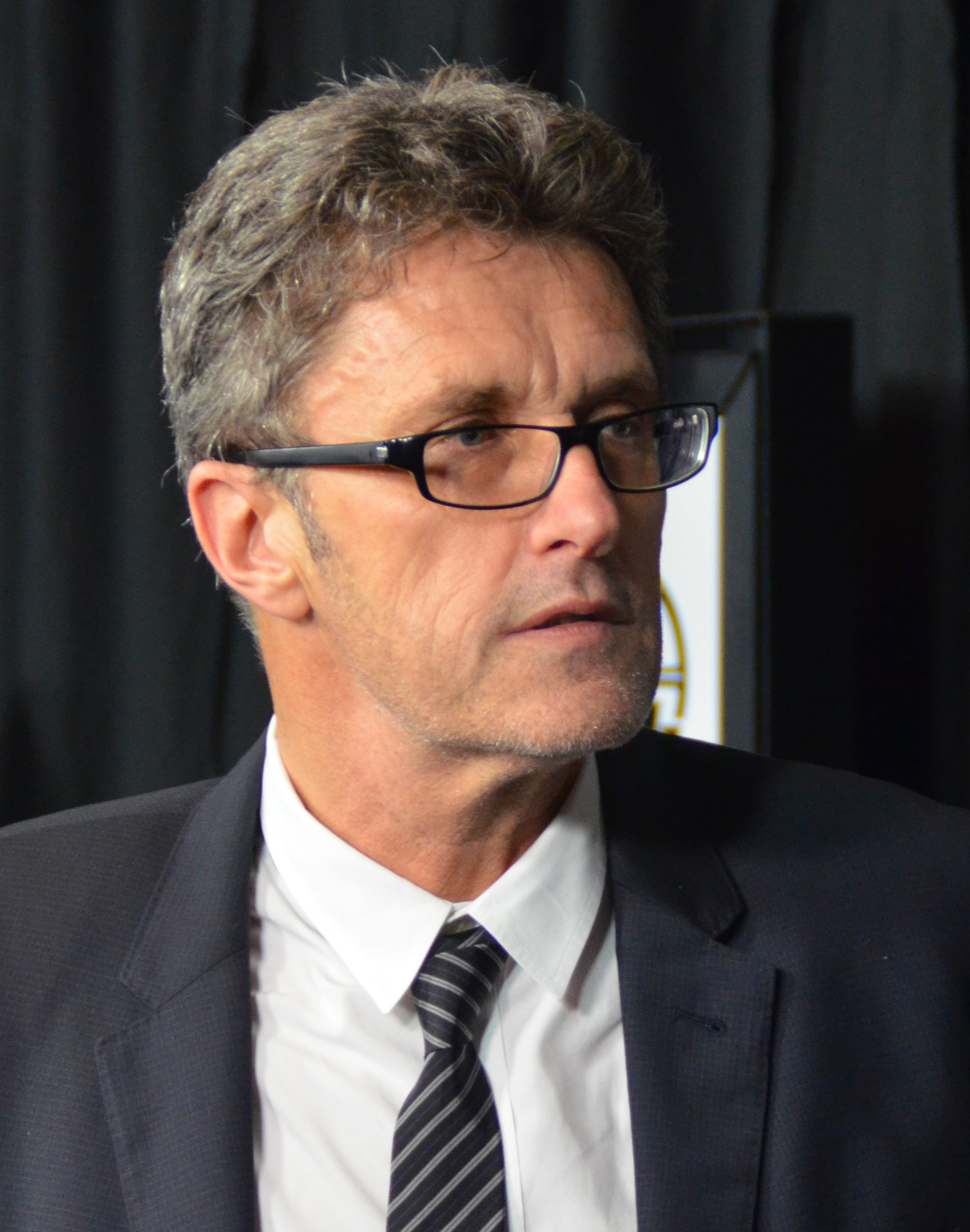
Paweł Pawlikowski, Regisseur des preisgekrönten Films Ida

Die Liste der Beiträge für den besten fremdsprachigen Film für die Oscarverleihung 2015 führt alle für die Oscarverleihung 2015 bei der Academy of Motion Picture Arts and Sciences (AMPAS) für die Kategorie des besten fremdsprachigen Film eingereichten Filme. Insgesamt wurden 83 Filme eingereicht und damit ein neuer Teilnehmerrekord erreicht. Die vier Länder Kosovo, Malta, Mauretanien und Panama reichten erstmals einen Film ein.
Die Vorauswahl (Shortlist) von neun Filmen wurde im Dezember 2014 bekanntgegeben, die fünf Nominierungen folgten am 15. Januar 2015. Nominiert wurden Argentiniens Wild Tales – Jeder dreht mal durch! von Damián Szifron, Estlands Tangerines von Sasa Uruschadse, Mauretaniens Timbuktu von Abderrahmane Sissako, Polens Ida von Paweł Pawlikowski und Russlands Leviathan von Andrei Swjaginzew. Von der Vorauswahl unberücksichtigt blieben der georgische Film Die Maisinsel von Giorgi Owaschwili, der niederländische Film Lucia – Engel des Todes? von Paula van der Oest, der schwedische Beitrag Höhere Gewalt von Ruben Östlund sowie der venezolanische Vorschlag The Liberator von Alberto Arvelo.
Bei der Verleihung am 22. Februar 2015 konnte sich der polnische Beitrag Ida durchsetzen. Es war der erste Sieg eines polnischen Films in dieser Kategorie.

## Beiträge
Vorauswahl,  nominiert,  ausgezeichnet
| Land                    | Deutscher bzw. Internationaler Titel        | Originaltitel                                                | Sprache(n)                       | Regisseur(e)                       | Ergebnis        |
| ----------------------- | ------------------------------------------- | ------------------------------------------------------------ | -------------------------------- | ---------------------------------- | --------------- |
| Afghanistan             | A Few Cubic Meters of Love                  | چند متر مکعب عشق (Chand Metre Moka’ab Eshgh)                 | Persisch                         | Jamshid Mahmoudi                   | Nicht nominiert |
| Ägypten                 | Factory Girl                                | فتاة المصنع (Fatat El Masnaa)                                | Arabisch                         | Mohamed Khan                       | Nicht nominiert |
| Argentinien             | Wild Tales – Jeder dreht mal durch!         | Relatos salvajes                                             | Spanisch                         | Damián Szifron                     | Nominiert       |
| Aserbaidschan           | Nabat                                       | Nabat                                                        | Aserbaidschanisch                | Elchin Musaoglu                    | Nicht nominiert |
| Äthiopien               | Das Mädchen Hirut                           | Difret                                                       | Amharisch                        | Zeresenay Mehari                   | Nicht nominiert |
| Australien              | Charlie’s Country                           | Charlie’s Country                                            | Yolngu, Englisch                 | Rolf de Heer                       | Nicht nominiert |
| Bangladesch             | Glow of the Firefly                         | জোনাকির আলো (Jonakir Alo)                                        | Bengalisch                       | Khalid Mahmood Mithu               | Nicht nominiert |
| Belgien                 | Zwei Tage, eine Nacht                       | Deux jours, une nuit                                         | Französisch                      | Jean-Pierre Dardenne, Luc Dardenne | Nicht nominiert |
| Bolivien                | Forgotten                                   | Olvidados                                                    | Spanisch                         | Carlos Bolado                      | Nicht nominiert |
| Bosnien und Herzegowina | With Mum                                    | Sa mamom                                                     | Bosnisch                         | Faruk Lončarević                   | Nicht nominiert |
| Brasilien               | Heute gehe ich allein nach Hause            | Hoje eu quero voltar sozinho                                 | Portugiesisch                    | Daniel Ribeiro                     | Nicht nominiert |
| Bulgarien               | Bulgarian Rhapsody                          | Българска Рапсодия (Bulgarska Rapsodia)                      | Bulgarisch                       | Iwan Nitschew                      | Nicht nominiert |
| Chile                   | To Kill a Man                               | Matar a un hombre                                            | Spanisch                         | Alejandro Fernández Almendras      | Nicht nominiert |
| China                   | The Nightingale                             | 夜莺 (Yè Yīng)                                               | Mandarin                         | Philippe Muyl                      | Nicht nominiert |
| Costa Rica              | Red Princesses                              | Princesas rojas                                              | Spanisch                         | Laura Astorga                      | Nicht nominiert |
| Dänemark                | Sorrow and Joy                              | Sorg og glæde                                                | Dänisch                          | Nils Malmros                       | Nicht nominiert |
| Deutschland             | Die geliebten Schwestern                    | Die geliebten Schwestern                                     | Deutsch, Französisch             | Dominik Graf                       | Nicht nominiert |
| Dominikanische Republik | Cristo Rey                                  | Cristo Rey                                                   | Spanisch                         | Leticia Tonos                      | Nicht nominiert |
| Ecuador                 | Stille im Traumland                         | Silencio en la tierra de los sueños                          | Spanisch                         | Tito Molina                        | Nicht nominiert |
| Estland                 | Tangerines                                  | Mandariinid                                                  | Estnisch, Russisch               | Sasa Uruschadze                    | Nominiert       |
| Finnland                | Nacht in Beton                              | Betoniyö                                                     | Finnisch                         | Pirjo Honkasalo                    | Nicht nominiert |
| Frankreich              | Saint Laurent                               | Saint Laurent                                                | Französisch                      | Bertrand Bonello                   | Nicht nominiert |
| Georgien                | Die Maisinsel                               | სიმინდის კუნძული (Simindis kundzuli)                         | Georgisch, Abchasisch, Russisch  | Giorgi Owaschwili                  | Vorauswahl      |
| Griechenland            | Klein England                               | Μικρά Αγγλία (Mikra Anglia)                                  | Griechisch                       | Pantelis Voulgaris                 | Nicht nominiert |
| Hongkong                | The Golden Era                              | 黃金時代 (Huǎng jīn shí dài)                                 | Mandarin                         | Ann Hui                            | Nicht nominiert |
| Indien                  | Liar’s Dice                                 | लायर्स डाइस (Liar’s Dice)                                       | Hindi                            | Geetu Mohandas                     | Nicht nominiert |
| Indonesien              | Soekarno                                    | Soekarno: Indonesia Merdeka                                  | Indonesisch                      | Hanung Bramantyo                   | Nicht nominiert |
| Irak                    | Mardan                                      | Mardan                                                       | Kurdisch                         | Batin Ghobadi                      | Nicht nominiert |
| Iran                    | Today                                       | امروز (Emrouz)                                               | Persisch                         | Reza Mirkarimi                     | Nicht nominiert |
| Irland                  | The Gift                                    | An Bronntanas                                                | Irisch                           | Tommy Collins                      | Nicht nominiert |
| Island                  | Straße der Hoffnung                         | Vonarstræti                                                  | Isländisch                       | Baldvin Zophoníasson               | Nicht nominiert |
| Israel                  | Get – Der Prozess der Viviane Amsalem       | גט - המשפט של ויויאן אמסאלם (Ha'mishpat shel Vivian Amsalem) | Hebräisch, Französisch, Arabisch | Ronit Elkabetz, Shlomi Elkabetz    | Nicht nominiert |
| Italien                 | Die süße Gier                               | Il capitale umano                                            | Italienisch                      | Paolo Virzì                        | Nicht nominiert |
| Japan                   | The Light Shines Only There                 | そこのみにて光輝く (Soko nomi nite hikari kagayaku)          | Japanisch                        | Mipo O                             | Nicht nominiert |
| Kanada                  | Mommy                                       | Mommy                                                        | Französisch                      | Xavier Dolan                       | Nicht nominiert |
| Kirgisistan             | Kurmanjan Datka – Königin der Berge         | Курманжан Датка (Kurmanjan datka)                            | Kirgisisch                       | Sadyk Scher-Nijas                  | Nicht nominiert |
| Kolumbien               | Mateo                                       | Mateo                                                        | Spanisch                         | Maria Gamboa                       | Nicht nominiert |
| Kosovo                  | Drei Fenster und ein Strick                 | Tri Dritare dhe një Varje                                    | Albanisch                        | Isa Qosja                          | Nicht nominiert |
| Kroatien                | Cowboys                                     | Kauboji                                                      | Kroatisch                        | Tomislav Mršić                     | Nicht nominiert |
| Kuba                    | Conducta – Wir werden sein wie Che          | Conducta                                                     | Spanisch                         | Ernesto Daranas                    | Nicht nominiert |
| Lettland                | Rocks in My Pockets                         | Akmeņi manās kabatās                                         | Lettisch                         | Signe Baumane                      | Nicht nominiert |
| Libanon                 | Ghadi                                       | غدي (Ghadi)                                                  | Arabisch                         | Amin Dora                          | Nicht nominiert |
| Litauen                 | The Gambler                                 | Lošėjas                                                      | Litauisch                        | Ignas Jonynas                      | Nicht nominiert |
| Luxemburg               | Never Die Young                             | Never Die Young                                              | Französisch                      | Pol Cruchten                       | Nicht nominiert |
| Malta                   | Simshar                                     | Simshar                                                      | Maltesisch                       | Rebecca Cremona                    | Nicht nominiert |
| Marokko                 | The Red Moon                                | القمر الأحمر (La lune rouge)                                 | Arabisch                         | Hassan Benjelloun                  | Nicht nominiert |
| Mauretanien             | Timbuktu                                    | Timbuktu                                                     | Arabisch, Französisch, Tuareg    | Abderrahmane Sissako               | Nominiert       |
| Nordmazedonien          | To the Hilt                                 | До балчак (Do balcak)                                        | Mazedonisch                      | Stole Popov                        | Nicht nominiert |
| Mexiko                  | Cantinflas                                  | Cantinflas                                                   | Spanisch                         | Sebastian del Amo                  | Nicht nominiert |
| Moldau                  | Der untere Rand des Himmels                 | La limita de jos a cerului                                   | Rumänisch                        | Igor Cobileanski                   | Nicht nominiert |
| Montenegro              | The Kids from the Marx and Engels Street    | Dječaci iz Ulice Marksa i Engelsa                            | Montenegrinisch                  | Nikola Vukčević                    | Nicht nominiert |
| Nepal                   | Jhola                                       | झोला (Jhola)                                                   | Nepali                           | Yadavkumar Bhattarai               | Nicht nominiert |
| Neuseeland              | The Dead Lands – Rache und Ehre der Krieger | The Dead Lands                                               | Māori                            | Toa Fraser                         | Nicht nominiert |
| Niederlande             | Lucia – Engel des Todes?                    | Lucia de B.                                                  | Niederländisch                   | Paula van der Oest                 | Vorauswahl      |
| Norwegen                | 1001 Gramm                                  | 1001 Gram                                                    | Norwegisch                       | Bent Hamer                         | Nicht nominiert |
| Österreich              | Das finstere Tal                            | Das finstere Tal                                             | Deutsch                          | Andreas Prochaska                  | Nicht nominiert |
| Pakistan                | Dukhtar                                     | دختر، بیٹی (Dukhtar)                                         | Urdu                             | Afia Nathaniel                     | Nicht nominiert |
| Palästina               | Mit den Augen eines Diebes                  | عيون الحراميه                                                | Arabisch                         | Najwa Najjar                       | Nicht nominiert |
| Panama                  | Invasion                                    | Invasión                                                     | Spanisch                         | Abner Benaim                       | Nicht nominiert |
| Peru                    | The Gospel of the Flesh                     | El evangelio de la carne                                     | Spanisch                         | Eduardo Mendoza de Echave          | Nicht nominiert |
| Philippinen             | Norte, the End of History                   | Norte, Hangganan ng Kasaysayan                               | Tagalog, Englisch                | Lav Diaz                           | Nicht nominiert |
| Polen                   | Ida                                         | Ida                                                          | Polnisch                         | Paweł Pawlikowski                  | Ausgezeichnet   |
| Portugal                | E Agora? Lembra-me                          | E Agora? Lembra-me                                           | Portugiesisch                    | Joaquim Pinto                      | Nicht nominiert |
| Rumänien                | Der japanische Hund                         | Câinele japonez                                              | Rumänisch                        | Tudor Cristian Jurgiu              | Nicht nominiert |
| Russland                | Leviathan                                   | Левиафан (Lewiafan)                                          | Russisch                         | Andrei Swjaginzew                  | Nominiert       |
| Schweden                | Höhere Gewalt                               | Turist                                                       | Schwedisch                       | Ruben Östlund                      | Vorauswahl      |
| Schweiz                 | Der Kreis                                   | Der Kreis                                                    | Deutsch                          | Stefan Haupt                       | Nicht nominiert |
| Serbien                 | Montevideo, wir sehen uns                   | Монтевидео, видимо се! (Montevideo, vidimo se!)              | Serbisch                         | Dragan Bjelogrlić                  | Nicht nominiert |
| Singapur                | My Beloved Dearest                          | Sayang Disayang                                              | Malaiisch, Indonesisch           | Sanif Olek                         | Nicht nominiert |
| Slowakei                | A Step into the Dark                        | Krok do tmy                                                  | Slowakisch                       | Miloslav Luther                    | Nicht nominiert |
| Slowenien               | Verführe mich                               | Zapelji me                                                   | Slowenisch                       | Marko Šantić                       | Nicht nominiert |
| Spanien                 | Leben ist mit geschlossenen Augen einfach   | Vivir es fácil con los ojos cerrados                         | Spanisch                         | David Trueba                       | Nicht nominiert |
| Südafrika               | Elelwani                                    | Elelwani                                                     | Tshivenda                        | Ntshavheni wa Luruli               | Nicht nominiert |
| Südkorea                | Sea Fog                                     | 해무 (Haemoo)                                                | Koreanisch                       | Shim Sung-bo                       | Nicht nominiert |
| Taiwan                  | Ice Poison                                  | 冰毒 (Bīng dú)                                               | Mandarin                         | Midi Z                             | Nicht nominiert |
| Thailand                | Teacher’s Diary                             | คิดถึงวิทยา (Khid thueng withaya)                               | Thailändisch                     | Nithiwat Tharathorn                | Nicht nominiert |
| Tschechien              | Fair Play                                   | Fair Play                                                    | Tschechisch                      | Andrea Sedláčková                  | Nicht nominiert |
| Türkei                  | Winterschlaf                                | Kış Uykusu                                                   | Türkisch                         | Nuri Bilge Ceylan                  | Nicht nominiert |
| Ukraine                 | Blindenführer                               | Поводир (Povodyr)                                            | Ukrainisch                       | Oles Sanin                         | Nicht nominiert |
| Ungarn                  | Underdog                                    | Fehér isten                                                  | Ungarisch                        | Kornél Mundruczó                   | Nicht nominiert |
| Uruguay                 | Mr. Kaplan                                  | Mr. Kaplan                                                   | Spanisch                         | Álvaro Brechner                    | Nicht nominiert |
| Venezuela               | The Liberator                               | Libertador                                                   | Spanisch                         | Alberto Arvelo                     | Vorauswahl      |
| Vereinigtes Königreich  | Uzun Yol                                    | Uzun Yol                                                     | Türkisch                         | Nihat Seven                        | Nicht nominiert |